# Koltai Tamás (politikus)
Koltai Tamás Béla (Kispest, 1947. január 14. –) magyar gépészmérnök, politikus, országgyűlési képviselő (MSZP).

## Életpályája

### Iskolái
Általános és középiskolai tanulmányait Budapesten végezte. 1965-ben érettségizett az I. László Gimnáziumban. 1966–1971 között a Gödöllői Agrártudományi Egyetem Mezőgazdasági Gépészmérnöki Karán tanult.

### Pályafutása
1965–1966 között sorkatonai szolgálatát töltötte Budapesten és Debrecenben. 1971–1975 között a Siófoki Kőolajvezeték Vállalat szakreferense, építésvezetője és főépítésvezető helyettese volt. 1975–1979 között Hajdúnánáson az Egyesült Izzó Alkatrészgyárában üzemvezetőként dolgozott. 1979–1994 között a Tiszavasvári Alkaloida Rt. gépészeti osztályvezetője volt. 1992 óta tagja a Tiszavasvári Városért Alapítvány kuratóriumának.

### Politikai pályafutása
1978–1989 között az MSZMP tagja volt. 1989-től az MSZP tagja. 1990–1994 között, valamint 2002–2006 között önkormányzati képviselő volt. 1994–1998 között országgyűlési képviselő (Tiszavasvári) volt. 1994–1998 között az Európai integrációs ügyek bizottságának tagja volt. 2002–2006 között Tiszavasvári alpolgármestere volt.

## Családja
Szülei: Koltai Ferenc (1923–1993) és Balogh Magdolna (1924-?) voltak. 1976-ban házasságot kötött Kovách Erzsébettel. Két gyermekük született: Bence (1976) és Anikó (1978).